# 街の野獣
『街の野獣』（まちのやじゅう、Night and the City）は、1950年のイギリスのフィルム・ノワール。監督はジュールズ・ダッシン、出演はリチャード・ウィドマークとジーン・ティアニーなど。原作はジェラルド・カーシュの1938年の小説『Night and the City』。
1992年に『ナイト・アンド・ザ・シティ』（原題：Night and the City、主演：ロバート・デ・ニーロ）としてリメイクされた。

## ストーリー
ロンドンの酒場「シルバーフォックス」で客引きをしているハリー・ファビアンは、大口ばかり叩いては、同僚の歌手で恋人のメアリーから金を巻き上げているごろつきである。
ある日、ハリーはいつもどおりインチキな手口で客引きをしていると、ロンドンのプロレス興行を仕切っているクリストの実父で、かつての名プロレスラー・グレゴリウスと出会う。巧みにグレゴリウスに取り入り気に入られたハリーは、一攫千金を狙ってプロレスの興行を計画し、「シルバーフォックス」の経営者であるフィルに出資するよう頼みに行くが、一笑に付される。そんなハリーに近づいて来たフィルの妻ヘレンは夫と別れ独立するので協力しろとハリーに迫る。

## キャスト
※括弧内は日本語吹替（初回放送1971年11月27日『土曜映画劇場』）
- ハリー・ファビアン: リチャード・ウィドマーク（大塚周夫）
- メアリー: ジーン・ティアニー
  - 歌唱吹替: モーディ・エドワーズ（英語版）
- ヘレン: グーギー・ウィザース（英語版）（寺島信子）
- アダム: ヒュー・マーロウ
- フィル: フランシス・L・サリヴァン（河村弘二）
- クリスト: ハーバート・ロム（小林清志）
- グレゴリウス: スタニスラウス・ズビスコ[注 2]（森山周一郎）
- ストラングラー: マイク・マズルキ（英語版）[注 3]
- ミッキー・ビア: チャールズ・ファレル（英語版）
- モリー: エイダ・リーヴ（英語版）
- ニコラス: ケン・リッチモンド[注 4]

## 作品の評価
Rotten Tomatoesによれば、21件の評論のうち高評価は81%にあたる17件で、平均点は10点満点中7.5点となっている。